# Frankfurter Tafelrunde
Die Frankfurter Tafelrunde war ein im Jahre 1953 gegründeter, konservativ geprägter Zusammenschluss von Akademikern und Wirtschaftsleuten mit Sitz in Frankfurt am Main, mit dem Ziel, sich zur „Fortbildung auf vielen Wissensgebieten und zur Pflege der Geselligkeit zusammenzufinden“. Sie ist nicht zu verwechseln mit der 2022 gegründeten Tafelrunde Frankfurt, mit der 2010 gegründeten Frankfurter Tafel e. V., mit der 2004 gegründeten liberalen Tafelrunde des FDP-nahen Liberalen Mittelstandes Frankfurt & Offenbach, mit der 1995 gegründeten Tafelkultur-Stiftung Frankfurt bzw. dem Verein zur Förderung der Tafelkultur Frankfurt oder mit dem 1988 durch Moritz Landgraf von Hessen, Bruno H. Schubert, Ernst Gerhardt u. a. gegründeten Verein Deutsche Tafelkultur Frankfurt (ehem. Verein zur Förderung der Tafelkultur), der zugleich Betreiber des Deutschen Museums für Kochkunst und Tafelkultur in Frankfurt ist. Alle Tafelgesellschaften existieren unabhängig voneinander und sind vielfach nicht als Verein, sondern als loser Verband organisiert.

## Struktur und Funktion
Seit ihrer Gründung trafen sich die Mitglieder und Interessenten dieser Tafelrunde von Oktober bis Mai jeweils am letzten Freitag des Monats in einer Frankfurter Jugendstilvilla in „gepflegter Kleidung“, wo nach einem festlichen Dinner zunächst ein geladener Referent seinen Abendvortrag hielt und anschließend über dieses Thema diskutiert wurde. Die Teilnehmer dieses elitären Kreises waren ausgesuchte, führende politisch interessierte oder wirtschaftliche Personen. Der Kreis bekannte sich gemäß Aussage der unten angeführten Quellen zu den Grundsätzen des „gebildeten Abendländers, der den Wert der guten Erziehung, der inneren Vornehmheit und des Herzenstaktes zu schätzen weiß und sich gegen die Vermassungstendenzen zumindest im eigenen Kreis wendet“.
Die Organe der Tafelrunde bestanden aus dem Vorsitzenden, dem Senat und den Mitgliedern. Mitglied durfte nur werden, wer über einen längeren Zeitraum an den Veranstaltungen teilgenommen hatte und vom Vorstand eine Mitgliedschaft angetragen bekam. Die Gruppierung sah sich als reinen „Männerzirkel“, wobei ursprünglich die Damen nur einmal jährlich zu einem Vortrag mit „für Damen geeigneten Themen“ oder zu einem Ball geladen wurden. Das offizielle Presseorgan war die anfangs von der Gesellschaft für konservative Publizistik in Bonn herausgegebene Zeitschrift Konservativ heute, die 1980 in Criticón aufging.
Nach anfänglich eher konservativer, aber auch wirtschaftsliberaler Einstellung haftete der Frankfurter Tafelrunde ab den 1990er Jahren eine zunehmend rechtsorientierte Ausrichtung an, was sich sowohl an den eingeladenen Referenten als auch an Themen und Publikationen erkennen ließ. So war beispielsweise einer der Vorsitzenden der Tafelrunde der Frankfurter CDU-Funktionär Wolfgang Bodenstedt, Autor in Criticón und der Wochenzeitung Junge Freiheit.
Zu den Referenten der regelmäßigen Tafelrunde-Veranstaltungen zählten in der Vergangenheit unter anderem der Politikwissenschaftler Hans-Helmuth Knütter, Karlheinz Weißmann, wissenschaftlicher Leiter des Instituts für Staatspolitik, Generalmajor a. D. Gerd Schultze-Rhonhof, Bernd Rüthers, der ehemalige ZDF-Moderator Gerhard Löwenthal sowie die FPÖ-Funktionäre Susanne Riess-Passer und Jörg Haider.
Die Frankfurter Tafelrunde arbeitete von Fall zu Fall mit dem Club der Wirtschaft, dem Akademiekreis von Werner Keweloh sowie der Münchner Winterakademie der Freifrau Regina von Schrenck-Notzing, ehemaliges Vorstandsmitglied im Bund freier Bürger sowie Ehefrau von Caspar von Schrenck-Notzing, und anderen, ähnlich orientierten Gruppierungen zusammen.
Nach 2002 wurden zunächst keine Aktivitäten der Tafelrunde mehr öffentlich bekannt. Am 26. Januar 2024 dokumentierte die Antifa Frankfurt ein Treffen der Tafelrunde auf dem Frankfurter Römerberg und dessen Gäste, zu denen mehrere AfD-Politiker, darunter der hessische Landesvorsitzende Andreas Lichert und Martin Hohmann gehörten. Die Organisatorin wies die Vorwürfe als „ehrabschneidend“ zurück. Es habe sich um ein privates Neujahrstreffen mit „internationalen Gästen“ gehandelt.